# Paul Georg von Möllendorff
Paul Georg von Möllendorff (Zehdenick, 1847. február 17. – Ningpo, 1901. április 20.; kínai neve pinjin hangsúlyjelekkel: Mù Líndé; magyar népszerű: Mu Lin-tö; kínaiul: 穆麟德; koreaiul: Mok In-dok) német diplomata, nyelvész, orientalista, sinológus, koreanista.

## Élete és munkássága
A porosz arisztokrata családból származó Möllendorf középiskolai tanulmányait Görlitzben végezte, majd 1865-ben beiratkozott a hallei egyetemre, ahol jogot, filológiát tanult, valamint keleti tanulmányokat folytatott. Möllendorff ugyan jó nyelvérzékkel rendelkezett, jól beszélt héberül is, de egyetemi évei alatt nem tanult semmilyen kelet-ázsiai nyelvet.
1869-ben megszakította tanulmányait és Kínába utazott. Sanghajban a Birodalmi Tengerészeti Vámhivatal szolgálatába állt, majd később áthelyezték Hankouba. Az itt töltött néhány év alatt tökéletesen megtanult kínaiul, majd 1874-ben a német konzulátuson helyezkedett el tolmácsként Tiencsinben. 1879-ben, Möllendorff közreműködött abban, hogy a kínai udvar fegyvereket és hadihajókat vásároljon olyan német vállalatoktól, mint a Vulkan és a Krupp. 1881-ben kénytelen volt elhagyni konzulátust, mivel megromlott a viszonya Max von Brandttal, a pekingi, német császári követtel.
1882-ben Li Hung-csang tanácsadóként beajánlotta Möllendorffot a koreai kormányhoz. 1882 decemberében érkezett Szöulba, ahol Kodzsong császár audiencián fogadta. Möllendorff gyorsan megtanult koreaiul, és elnyerte az uralkodó bizalmát, aki külügyminiszter-helyettesnek nevezte ki. Első kormányzati feladata az volt hozza létre a koreai vámhivatalt. Möllendorff hamarosan a koreai kormány igen befolyásos alakja lett. Egykori pártfogója Li Hung-csang és Robert Hart szándékával szemben, Möllendorff Korea függetlenségét akarta érvényesíteni, és határozott lépéseket tett annak érdekében, hogy a koreai vámhivatal, a kínai tengeri vámhivataltól teljesen függetlenül működjék. Még azzal a javaslattal is előállt, hogy Korea lépjen szövetségre a cári Orosz Birodalommal annak érdekében, hogy ellensúlyozni tudják, a kínai és japán befolyást a Koreai-félszigeten. A mandzsu kormány úgy ítélte, hogy Möllendorff önállósága kezd veszélyessé válni, ezért Li Hung-csang kierőszakolta a koreai kormánynál a lemondatását. 1888-ban a Kodzsong császár még megkísérelte visszahelyezni posztjára, de nem járt eredménnyel.
Ezt követően Möllendorf visszatért Kínába, ahol a ningpoi tengerészeti vámhivatal vámbiztosa lett, és élete végéig itt maradt. A ningpoi évei alatt számos sinológiai tárgyú tanulmányt készített. 1896–1897-ben a Royal Asiatic Society kínai részlegének elnöki tisztjét is betöltötte.

## Főbb művei

### Angolul
- Paul Georg von Möllendorff. The ningpo syllabary. Shanghai: American Presbyterian mission press, 241. o. (1901). Hozzáférés ideje: 2011. május 15. (Harvard University)
- Paul Georg von Möllendorff.szerk.: G. W. Sheppard: Ningbo colloquial handbook. American Presbyterian Mission Press, 241. o. (1910). Hozzáférés ideje: 2011. május 15.
- Paul Georg von Möllendorff. Ningbo colloquial handbook. American Presbyterian Mission Press (1910). Hozzáférés ideje: 2011. május 15.[halott link]
- P.G. von Möllendorff.szerk.: G. W. Sheppard: Ningbo colloquial handbook, 282. o. (1910). Hozzáférés ideje: 2011. május 15.[halott link]
- Paul Georg von Möllendorff. Catalogue of P.G. von Möllendorff's library. SHANGHAI: Printed at the American Presbyterian Mission Press, 220. o. (1905). Hozzáférés ideje: 2011. május 15. (University of California)
- Paul Georg von Möllendorff. Catalogue of P.G. von Möllendorff's library. SHANGHAI: Printed at the American Presbyterian Mission Press, 220. o. (1905). Hozzáférés ideje: 2011. május 15.( Harvard University)
- Paul Georg von Möllendorff. The family law of the Chinese. SHANGHAI: Nanking Road: Printed by Kelly & Walsh, limited, 60. o. (1896). Hozzáférés ideje: 2011. május 15. (Harvard University)
- (with Otto Franz von Möllendorff.) Manual of Chinese Bibliography, Being a List of Works and Essays Relating to China. Shanghai, London: Kelly & Walsh, Trübner & co., 1876.
- "Essay on Manchu Literature." Journal of the North China Branch of the Royal Asiatic Society 24, no. 113 (1889–90): 1-45.
- Paul Georg von Möllendorff. A Manchu Grammar. Printed at the American Presbyterian mission press (1892) Shanghai, 1892.
- "Die Juden in China." In Monatsschrift für Geschichte und Wissenschaft des Judentums. (1895): 327-331
- Ningpo Colloquial Handbook. Shanghai: American Presbyterian Mission Press, 1910.

### Franciául
- Paul Georg von Möllendorff. Le droit de famille chinois (french nyelven). PARIS 28, RUE BONAPARTE, 28.: E. Leroux, 106. o. (1896). Hozzáférés ideje: 2011. május 15. (Harvard University) (Translated by Rodolphe de Castella)

### Németül
- Paul Georg von Möllendorff. Praktische Anleitung zur erlernung der hochchinesischen Sprache, 4, Kelly and Walsh, 179. o. (1906). Hozzáférés ideje: 2011. május 15. (University of Michigan)
- Paul Georg von Möllendorff. Das chinesische Familienrecht. SCHANGHAI: s.n., 67. o. (1895). Hozzáférés ideje: 2011. május 15. (University of Michigan)
- Paul Georg von Möllendorff. Das chinesische Familienrecht. SCHANGHAI: s.n., 67. o. (1895). Hozzáférés ideje: 2011. május 15. (University of California)
- Paul Georg von Möllendorff. Das chinesische Familienrecht. s.n., 67. o. (1895). Hozzáférés ideje: 2011. május 15. (Harvard University)

## Fordítás
- Ez a szócikk részben vagy egészben  a   Paul Georg von Möllendorff című angol Wikipédia-szócikk ezen változatának fordításán alapul.  Az eredeti cikk szerkesztőit annak laptörténete sorolja fel. Ez a jelzés csupán a megfogalmazás eredetét és a szerzői jogokat jelzi, nem szolgál a cikkben szereplő információk forrásmegjelöléseként.